# You Just Gotta Love Christmas
You Just Gotta Love Christmas släpptes den 19 oktober 2004, och är ett julalbum av Peter Cetera. Albumet är hans åttonde studioalbum. Det är också något av en familjeangelägenhet för Peter Cetera, då hans yngsta dotter Senna gjorde en del konstarbete med albumet, medan hans äldsta dotter Claires sjöng med honom.

## Låtförteckning
1. "Let It Snow" – 2:59
2. "Christmas Song" – 3:36
3. "Santa Claus is Coming to Town" – 3:10
4. "Blue Christmas" (med Claire Cetera) – 3:19
5. "Deck the Halls" (med Alison Krauss) – 3:10
6. "I'll Be Home for Christmas" – 2:40
7. "You Just Gotta Love Christmas" – 3:17
8. "Jingle Bells"  – 3:36
9. "God Rest Ye Merry Gentlemen" – 3:01
10. "Winter Wonderland" (med Claire Cetera) – 2:57
11. "Something that Santa Claus Left Behind" – 3:56
12. "Alone for the Holidays" – 3:58